# Лилонгве (област)
Лилонгве е една от 28-те области на Малави. Разположена е в централния регион на страната и граничи с Мозамбик. В областта е разположена столицата на Малави – град Лилонгве. Площта на областта е 5808 км², а населението (по преброяване от септември 2018 г.) е 1 637 583 души.